# Rob Garrison
Rob Garrison, właściwie Robert Scott Garrison (ur. 23 stycznia 1960 w Wheeling, zm. 27 września 2019 tamże) – amerykański aktor, znany między innymi z roli Tommy’ego w serii Karate Kid.
Kształcił się na Uniwersytecie Ohio. 
Zmarł w 2019 roku w wieku 59 lat po długiej chorobie.

## Filmografia

### Filmy
- 1977: Starship Invasions – członek załogi
- 1979: Search and Destroy – R.J.
- 1979: Lost and Found – Ed Connally
- 1980: Więzień Brubaker – Pretty Boy
- 1984: Karate Kid – Tommy
- 1984: Najlepsza zemsta – Eddie
- 1986: Żelazny Orzeł – pakowacz
- 1986: Karate Kid II – Tommy
- 1988: Human Error
- 1990: Hollywood Hot Tubs 2: Educating Crystal – Billy Dare
- 2011: The Pledge – Pat Kern

### Seriale
- 1986: St. Elsewhere – bombowiec
- 1987: MacGyver – oficer patrolowy
- 1988: Tour of Duty – porucznik Biggs
- 1989: Columbo – młody mężczyzna
- 1990: Świat pana trenera – sprzedawca ubezpieczeń
- 1995: Legendy Kung Fu – szeryf Blaine
- 2019: Cobra Kai – Tommy